# Івонн Прево
Івонн Прево (фр. Yvonne Prévost; 8 червня 1878 — 3 березня 1942) — колишня французька тенісистка.

## Фінали Олімпіад

### Одиночний розряд (1 срібна)
| Результат | Рік  | Olympics       | Покриття | Суперниця      | Рахунок  |
| --------- | ---- | -------------- | -------- | -------------- | -------- |
| Silver    | 1900 | Париж, Франція | Ґрунт    | Шарлотта Купер | 1–6, 4–6 |

### Мікст (1 срібна)
| Результат | Рік  | Olympics       | Покриття | Партнерка      | Суперниці                         | Рахунок  |
| --------- | ---- | -------------- | -------- | -------------- | --------------------------------- | -------- |
| Silver    | 1900 | Париж, Франція | Ґрунт    | Гарольд Магоні | Шарлотта Купер Реджинальд Догерті | 2–6, 4–6 |